# Kumanica
Kumanica (cyr. Куманица) – wieś w Serbii, w okręgu morawickim, w gminie Ivanjica. W 2011 roku liczyła 192 mieszkańców.